# Fest

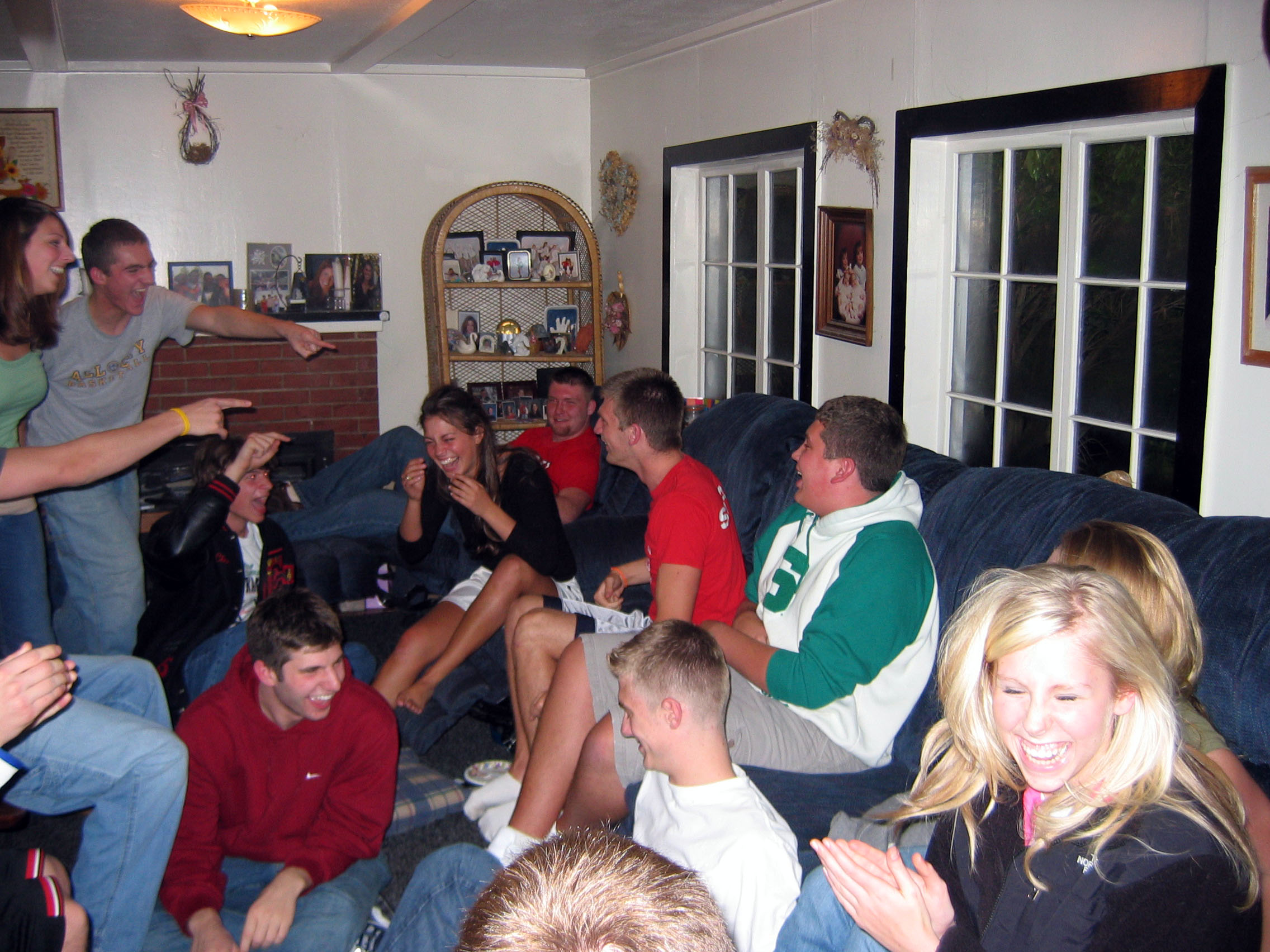
En födelsedagsfest i USA.

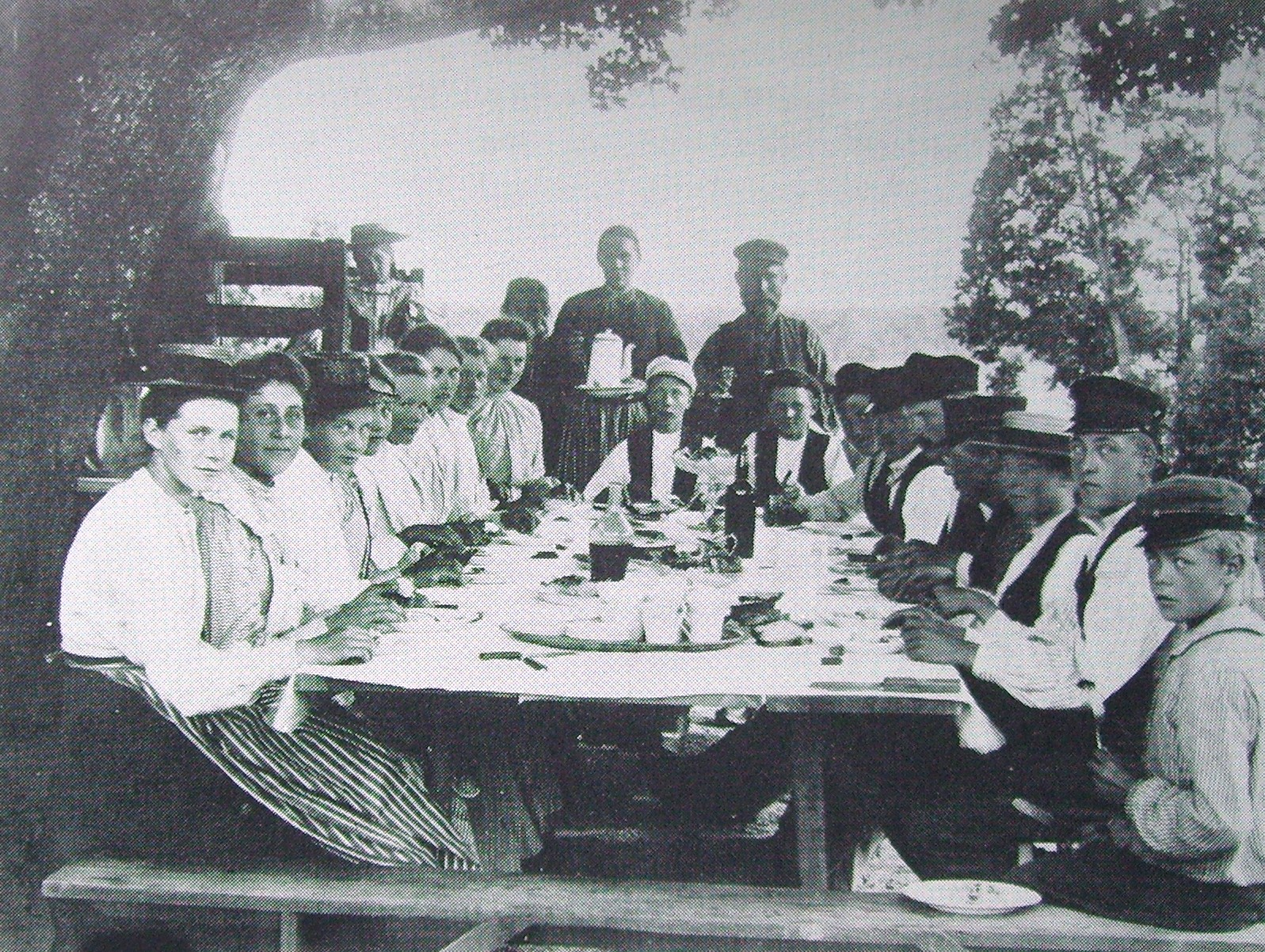
Skördegille på godset Rössjöholm, Tossjö socken i Skåne, i början av 1900-talet.

En fest, festlighet, kalas eller skiva är ett högtidligt socialt evenemang. Ett äldre ord för företeelsen är gästabud. Gästabud syftar särskilt på fest med måltid där många är inbjudna. Ordet fest är belagt i svenska språket sedan 1528 och kommer från latinet fes´tum med likvärdig betydelse, vilket är besläktat med ordet ferie.
En fest anordnas vanligtvis för att fira att en lycklig händelse eller ett årligen återkommande fenomen såsom födelsedag, midsommar eller då en stad firar årsdagen av då stadsprivilegierna utfärdades. I äldre tider har man ofta firat årliga återkommande gillen såsom skördegillen, eller efter en gemensam arbetsinsats som ett taklagsgille.  
På fester brukar i regel mat, musik och i många kulturer även alkoholdrycker förekomma. Med kalas förknippas ofta tårta.
Fester görs ibland med ett tema för att skapa en kraftfull helhet och nöjdare gäster. Temat går som en röd tråd i allt man gör; inbjudan, maten, drycken, atmosfär, musiken, kläder och aktiviteter/lekar. Det blir enklare för värden att bestämma alla delar i festen. Vissa, till exempel festfilosofen Ladislaus Horatius, är dock kritiska till temafester med motiveringen att temat ofta fungerar som en slags krycka, och för att det är oartigt att behandla sina gäster som invalider. 
På inbjudan till en fest anges ofta ett datum för OSA (om svar anhålles). Detta innebär att värden vill ha besked från de inbjudna om de kommer eller inte.

## Mingel
Mingel (att mingla) är när människor beblandar sig med övriga närvarande, för att under småprat bekanta sig med dem. Ordet är ett lån från engelskan där mingle betyder 'blanda sig' eller 'umgås med'.